# Słoweńscy arcymistrzowie szachowi
Lista słoweńskich szachistów, posiadających tytuły arcymistrzów (GM) i arcymistrzyń (WGM), zarówno w grze klasycznej, korespondencyjnej, kompozycji szachowej, jak i w rozwiązywaniu zadań szachowych oraz tytuły arcymistrzów honorowych (HGM), przyznawanych za osiągnięcia w przeszłości. Obejmuje także zawodników, którzy barwy Słowenii reprezentowali tylko w pewnym okresie swojego życia.

## Szachy klasyczne

### arcymistrzowie
| Zawodnicy            | Rok urodzenia | Rok śmierci | Rok nadania | Uwagi                           |
| -------------------- | ------------- | ----------- | ----------- | ------------------------------- |
| Ołeksandr Bielawski  | 1953          |             | 1975        | pochodzenie ukraińskie          |
| Jure Borišek         | 1986          |             | 2008        |                                 |
| Enver Bukić          | 1937          |             | 1976        |                                 |
| Luka Lenič           | 1988          |             | 2007        |                                 |
| Adrian Michalczyszyn | 1954          |             | 1978        | pochodzenie ukraińskie          |
| Georg Mohr           | 1965          |             | 1997        |                                 |
| Anna Muzyczuk        | 1990          |             | 2012        | pochodzenie ukraińskie, kobieta |
| Bruno Parma          | 1941          |             | 1963        |                                 |
| Duško Pavasovič      | 1976          |             | 1999        |                                 |
| Vasja Pirc           | 1907          | 1980        | 1953        |                                 |
| Albin Planinec       | 1944          | 2008        | 1972        |                                 |
| Stojan Puc           | 1921          | 2004        | 1984        | tytuł honorowy                  |
| Matej Sebenik        | 1983          |             | 2012        |                                 |
| Dražen Sermek        | 1969          |             | 1994        | obecnie Chorwacja               |
| Jure Skoberne        | 1987          |             | 2010        |                                 |
| Marko Tratar         | 1974          |             | 2006        |                                 |
| Milan Vidmar         | 1885          | 1962        | 1950        |                                 |

### arcymistrzynie
| Zawodniczki   | Rok urodzenia | Rok śmierci | Rok nadania | Uwagi                               |
| ------------- | ------------- | ----------- | ----------- | ----------------------------------- |
| Darja Kapš    | 1981          |             | 2005        |                                     |
| Jana Krivec   | 1980          |             | 2007        |                                     |
| Anna Muzyczuk | 1990          |             | 2004        | pochodzenie ukraińskie, +arcymistrz |
| Ana Srebrnič  | 1984          |             | 2006        |                                     |

## Szachy korespondencyjne

### arcymistrzowie
| Zawodnicy      | Rok urodzenia | Rok śmierci | Rok nadania | Uwagi                  |
| -------------- | ------------- | ----------- | ----------- | ---------------------- |
| Franček Brglez | 1922          | 1997        | 1979        |                        |
| Leon Gostiša   | 1961          |             | 1998        | +mistrz międzynarodowy |
| Marjan Šemrl   | 1954          |             | 2007        |                        |
| Boris Žlender  | 1959          |             | 1998        |                        |